# 투오마스 (핀란드 주교)
투오마스(핀란드어: Tuomas)는 존재가 확실시되는 핀란드 주교들 중 가장 초기 인물이다. 그 생애에 관해서는 알려진 것이 거의 없다. 1234년경에서 1245년까지 핀란드 주교로 사목하다가, 주교직을 사퇴하고 3년 뒤 스웨덴 비스뷔에서 죽었다고 한다.
투오마스 주교의 존재를 증거하는 유일한 사료는 1234년 노우시아이넨에서 투오마스의 이름으로 서명된 서한이다. 이 서한에서 투오마스는 빌헬름이라는 담당사제에게 땅을 주어 교구를 사목하게 했다. 이렇게 주교가 사제에게 땅을 마음대로 줄 수 있었던 것은 1229년 초 교황 그레고리오 9세가 핀란드의 모든 비기독교인의 땅은 교회에 귀속시킬 수 있다고 허했기 때문일 것이다. 이 서한은 핀란드에서 작성된 가장 오래된 편지다.
그 뒤 투오마스 주교는 그 행적을 전혀 알 수 없다가, 1245년 2월 21일 교황 인노첸시오 4세가 그의 사표를 수리하면서 다시 등장한다. 교황은 투오마스가 고문치사, 교황서한 조작 등 여러 중범죄를 저질렀음을 스스로 고백했다고 말했다. 이에 핀란드 교구의 상황을 살펴보기 위해 웁살라 대주교와 다키아의 도미니코회 소수도원장이 파견되었다. 투오마스의 주교 재임 중에 기독교에 저항하는 원주민들의 해메 분란이 발생했는데, 투오마스가 고백한 스스로의 죄에 미루어 보아 그가 기독교 개종사업을 강압적으로 몰아붙였음을 짐작케 한다.
투오마스가 사퇴한 뒤 핀란드 주교는 마땅히 후임자가 없었고, 교황특사 굴리엘모 디 모데나가 적어도 1248년 6월 5일까지 주교대행으로서 교구를 관리했다. 핀란드 교구는 1241년에서 1248년 사이의 스웨덴측 사료들에서 언급 자체가 사라졌다가, 1253년부터 다시 등장한다. 투오마스는 시그투나에 새로 세워진 도미니코회 수도원에 자신의 장서를 모두 기부하고 고틀란드섬 비스뷔의 도미니코회 수도원에 들어가 거기서 여생을 보내다 제2차 스웨덴 십자군 직전인 1248년 죽었다.
투오마스는 존재가 확실시되는 핀란드 주교들 중 첫 번째이지만, 최초의 핀란드 주교였을 것 같지는 않다. 1209년 교황 인노첸시오 3세가 쓴 서한에서 핀란드 주교가 살해당했다(이름은 언급되지 않음)는 내용이 이미 있기 때문이다. 15세기에 쓰여진 연대기들에는 헨리쿠스, 로돌푸스, 폴퀴누스 같은 전대 주교들의 이름이 등장하지만, 이 사람들은 실존을 증명할 만한 사료가 없다.